# Habib ibn Abi Obeida al-Fihri
 (août 2016).
Si vous disposez d'ouvrages ou d'articles de référence ou si vous connaissez des sites web de qualité traitant du thème abordé ici, merci de compléter l'article en donnant les références utiles à sa vérifiabilité et en les liant à la section « Notes et références ».
Habib ibn Abi Obeida al-Fihri, est un aristocrate arabe qurayshite de la famille des Fihrids ou Oqbids.

## Famille
Habib ibn Abi Obeida est le petit-fils de Oqba ibn Nafi al-Fihri, général arabe quraychite, fondateur de la ville tunisienne de Kairouan et Wali d'Ifriqyia, envoyé en 670 à la tête des armées musulmanes par Muawiya Ier, calife omeyyade de Damas, dans le but de conquérir et propager l'islam en Afrique du Nord.
Son père, Abu Obeida ibn Oqba al-Fihri, participa à la conquête de l'Andalousie en 711.

## Biographie
Habib ibn Abi Obeida est un général, conquérant du Souss. 
Il participe en 740 (avec son fils Abd al-Rahman ibn Habib al-Fihri) à une expédition maritime vers la Sicile pour ce qui est probablement la première tentative d'invasion à grande échelle de l'île (plutôt qu'un simple raid). À la suite d'un débarquement réussi et d'une rapide réédition de Syracuse après un bref siège, la ville accepte de payer un tribut.
Mais l'éclatement de la Grande révolte berbère au Maghreb force son armée à un retour précipité pour se joindre aux forces envoyées réprimer le soulèvement. Les arabes sont vaincus par les Berbères et Habib ibn Abi Obeida est tué à la Bataille de Bagdoura (près du Sebou) en 741, tout comme Kulthum ibn Iyad al-Qasi (Gouverneur d'Ifriqiya).
Son fils, Abd al-Rahman ibn Habib al-Fihri (à ne pas confondre avec un autre Abd al-Rahman ibn Habib al-Fihri dit Al-Saqaliba) se fait proclamer Émir d'Ifriqiya, et gouverne son émirat indépendamment des califats omeyyades puis abbassides de 745 à 755.
Son neveu, Yusuf ibn 'Abd al-Rahman al-Fihri se fait également Wali en al-Andalus, et gouvernera cette région dans la même indépendance de 747 à 755.